# RTD Het Dorp
RTD Het Dorp b.v., later RTD Arnhem is een Nederlands bedrijf voor revalidatietechniek. 
Het levert naast hulpmiddelen en aanpassingen op het gebied van mobiliteit zoals rolstoel aanpassingen, communicatiehulpmiddelen, omgevingsbesturing (domotica) en computeraanpassingen voor mensen met een lichamelijke handicap of chronische ziekte.
RTD is opgericht in 1962 en deed oorspronkelijk de revalidatietechniek voor bewoners van Het Dorp in Arnhem. Sinds 2004 is RTD verzelfstandigd en bedient het klanten in heel Nederland. In 2017 is het bedrijf verhuisd naar een locatie in Heteren.
Er zijn verschillende wetten en regelingen die de aanschaf van een technisch hulpmiddel of een aanpassing vergoeden: WLZ (Wet Langdurige Zorg), WIA (Wet Werk en Inkomen naar Arbeidsvermogen), Wmo (Wet maatschappelijke ondersteuning) en de ZVW (Zorgverzekeringswet).